# Біля тополі
Біля тополі — популярна лірична пісня часів російсько-української війни. Присвячена українським військовим, які загинули за Україну.

## Історія створення
Автор — Петро Солодуха.
У 2015 році разом із польським гуртом «Enej» у записі пісні брали участь українські музиканти Тарас Чубай та лідер гурту «Kozak System» Іван Леньо.

## Використання
Кавер на пісню зробили Kristonko, Shumei та Yaktak та інші.